# Quindina bimaculata
Espèce
Quindina bimaculata est une espèce d'opilions laniatores de la famille des Nomoclastidae.

## Distribution
Cette espèce est endémique de la région de Loreto au Pérou. Elle se rencontre vers Fortaleza.

## Description
Le mâle holotype mesure 4 mm.
Le mâle décrit par Pinto-da-Rocha et Bragagnolo en 2017 mesure 3,2 mm.

## Systématique et taxinomie
Cette espèce a été décrite par Roewer en 1932.

## Publication originale
- Roewer, 1932 : « Weitere Weberknechte VII (7. Ergänzung der: "Weberknechte der Erde", 1923) (Cranainae). » Archiv für Naturgeschichte, (N.F.), vol. 1, p. 275–350.